# キャッスルヴァニア ロード オブ シャドウ 宿命の魔鏡
『キャッスルヴァニア ロード オブ シャドウ 宿命の魔鏡』（キャッスルヴァニア ロード オブ シャドウ さだめのまきょう、英題: Castlevania: Lords of Shadow – Mirror of Fate）は、日本国内では2013年3月20日にコナミデジタルエンタテインメントから発売されたニンテンドー3DS用ソフトのアクションゲーム。
PS3とXbox 360にて『キャッスルヴァニア ロード オブ シャドウ 宿命の魔鏡 HDエディション』（同エイチディーエディション）が日本国内では2013年12月4日に配信された。
購入特典として『悪魔城ドラキュラ ロード オブ シャドウ2』の体験版がダウンロード可能になる。

## 概要
『悪魔城ドラキュラ』シリーズ初となるニンテンドー3DS用タイトルで、2010年にリリースされた『キャッスルヴァニア ロード オブ シャドウ』の数十年後の続編にあたる。グラフィックは3Dで作られているが前作とは違いゲーム進行は横視点がメインで、探索要素を取り入れた横スクロール型アクションとなっている。開発は引き続きMercurySteamが担当。前作と異なり英語音声のみで日本語吹き替えは無い。
「新生（リボーン）」を名乗った前作の流れを汲み、設定は再構築されているが、前作同様に過去作品からの固有名詞の引用は多く、主人公の名前もトレバー（ラルフの欧米版での名前）、アルカード、シモンとなっている。
開発に当たって、映画『エクスカリバー』の影響を受けたとされている（トレバー・ベルモンドがブーメランを手にするシーンなど）。
本作は、ゲーム雑誌「ファミ通」のクロスレビューにて、7・8・8・8の31点でシルバー殿堂入りした。また、発売時にはヴァンパイアカフェで期間限定のコラボメニューが行われ、プレゼント特典などもあった。
2012年E3でBest of E3 Best 3DS Game Award・Best of E3 Awardsを3つ、Most Valuable Game Awards・Best of E3 Best Adventure Game Awardsなど多数のアワードを主催メディアから受賞した。
スペイン、バルセロナで開催されたGamelab2013にて3DS版が最優秀音楽賞・最優秀家庭用ゲーム賞を受賞した。翌年のGamelab2014でHD版が最優秀ゲームデザイン賞・最優秀技術賞・最優秀家庭用ゲーム賞を受賞した。

## ストーリー
ガブリエル・ベルモンドには息子トレバー・ベルモンドがいた。その息子であるシモン・ベルモンドが主人公としてドラキュラ城に挑むうちに真実が明かされていく。

## 登場人物
本作のボイスは全て英語音声のみとなっている。
トレバー・ベルモンド - CV：リチャード・マッデン
密かに生まれていたガブリエル・ベルモンドの息子。燈光教団の戦士。旧作のラルフ・ベルモンドの英語名。
シモン・ベルモンド - CV：アレック・ニューマン
トレバーの息子。本編に登場はしないが妻にセレナ・ベルモンドがいる（THE ART OF CASTLEVANIA:LORDS OF SHADOW参照）。
アルカード - CV：リチャード・マッデン
ドラキュラの居城で30年ぶりに目覚めた謎の吸血鬼。暗黒の鞭ダークペインを操りシモンの前に現れる。
ガブリエル・ベルモンド（ドラキュラ） - CV：ロバート・カーライル
燈光教団の戦士だったが、現在はドラキュラを名乗り教団と戦いを続けている。
サイファ - CV：シャーロット・エマーソン
トレバー・ベルモンドの妻で、シモンの母親。大軍勢を引き連れたドラキュラによって教団の本拠地を襲撃された際に、シモンを逃がし命を落とす。
ロストソウル - CV：ミカエル・マロニー
トレバー・ベルモンドの前に現れた謎の存在で、トレバーの戦いから30年後のシモンの前にも現れている。先に進むべき道や運命は決められているような言動を見せる。
燈光教団の長老 - CV：ブライアン・プロゼロー
教団の長で、ガブリエルが世界の脅威になる事、トレバーと彼の血族が世界の最後の希望になる事を魔鏡のペンダントが示したため、トレバーを父親の目の届かない所へ隠すためにマリーから引き離した。
ネクロマンサー - CV：エイドリアン・シラー
サキュバス - CV：エレノア・ホエール
デーモンロード（復活したデーモンロード） - CV：リチャード・ライディングス
トイメーカー
アルカードが使用するダークペインは彼が作成した物。

## サウンドトラックCD
Disc: 1
```
 1. Mirror of Fate Main Theme
 2. Gabriel's Farewell
 3. Prologue
 4. Castle Arrival
 5. Night Watchman
 6. Ballroom
 7. Necromancer
 8. Library
 9. Succubus
 10. Theatre
 11. Reaver
 12. Carousel
 13. Trevor's Farewell
 14. Executioner
 15. Games Room
 16. Lady of the Crypt
 17. Daemon Lord
 18. Final Flight
```

ゲームに落とし込む前の音源が収録されている。

## 主なスタッフ
- プロデューサー: Dave cox
- ディレクター＆ライター: Enric alvarez、Jose luis marquez
- ミュージック: Oscar araujo
- キャラクターデザイン & イラストレーション: Jose luis vaello
- リードプログラマー: Jose dario halle